# Chicago Film Critics Association Award per la migliore attrice
Il Chicago Film Critics Association Award per la migliore attrice protagonista (CFCA for Best Actress) è una categoria di premi assegnata dalla Chicago Film Critics Association, per la migliore attrice protagonista dell'anno.
A differenza di altri tipi di premi, essa è stata consegnata ininterrottamente dal 1988 in poi.

## Vincitori e candidati
I vincitori sono indicati in grassetto, con a seguire gli eventuali altri candidati.

### Anni 1980
- 1988
  - Barbara Hershey - I diffidenti (Shy People)
- 1989
  - Michelle Pfeiffer - I favolosi Baker (The Fabulous Baker Boys)

### Anni 1990
- 1990
  - Kathy Bates - Misery non deve morire (Misery)
  - Anjelica Huston - Rischiose abitudini (The Grifters)
  - Joanne Woodward - Mr. & Mrs. Bridge
- 1991
  - Jodie Foster - Il silenzio degli innocenti (The Silence of the Lambs)
  - Geena Davis - Thelma & Louise
  - Susan Sarandon - Thelma & Louise
- 1992
  - Emma Thompson - Casa Howard (Howards End)
- 1993
  - Holly Hunter - Lezioni di piano (The Piano)
- 1994
  - Jennifer Jason Leigh - Mrs. Parker e il circolo vizioso (Mrs. Parker and the Vicious Circle)
- 1995
  - Elisabeth Shue - Via da Las Vegas (Leaving Las Vegas)
  - Kathy Bates - L'ultima eclissi (Dolores Claiborne)
  - Rena Owen - Once Were Warriors - Una volta erano guerrieri (Once Were Warriors)
  - Sharon Stone - Casinò (Casino)
  - Meryl Streep - I ponti di Madison County (The Bridges of Madison County)
- 1996
  - Frances McDormand - Fargo
  - Brenda Blethyn - Segreti e bugie (Secrets & Lies)
  - Courtney Love - Larry Flynt - Oltre lo scandalo (The People vs. Larry Flynt)
  - Lili Taylor - Ho sparato a Andy Warhol (I Shot Andy Warhol)
  - Emily Watson - Le onde del destino (Breaking the Waves)
- 1997
  - Judi Dench - La mia regina (Mrs Brown)
  - Helena Bonham Carter - Le ali dell'amore (Wings of the Dove)
  - Jodie Foster - Contact
  - Pam Grier - Jackie Brown
  - Helen Hunt - Qualcosa è cambiato (As Good as It Gets)
- 1998
  - Cate Blanchett - Elizabeth
  - Jane Horrocks - Little Voice - È nata una stella (Little Voice)
  - Holly Hunter - Living Out Loud
  - Gwyneth Paltrow - Shakespeare in Love
  - Ally Sheedy - High Art
- 1999
  - Hilary Swank - Boys Don't Cry
  - Annette Bening - American Beauty
  - Janet McTeer - In cerca d'amore (Tumbleweeds)
  - Julianne Moore - Fine di una storia (The End of the Affair)
  - Reese Witherspoon - Election

### Anni 2000
- 2000
  - Ellen Burstyn - Requiem for a Dream
  - Joan Allen - The Contender
  - Björk - Dancer in the Dark
  - Laura Linney - Conta su di me (You Can Count on Me)
  - Julia Roberts - Erin Brockovich - Forte come la verità (Erin Brockovich)
- 2001
  - Naomi Watts - Mulholland Drive (Mulholland Dr.)
  - Halle Berry - Monster's Ball - L'ombra della vita (Monster's Ball)
  - Thora Birch - Ghost World
  - Sissy Spacek - In the Bedroom
  - Tilda Swinton - I segreti del lago (The Deep End)
- 2002
  - Julianne Moore - Lontano dal paradiso (Far from Heaven)
  - Salma Hayek - Frida
  - Nicole Kidman - The Hours
  - Diane Lane - L'amore infedele - Unfaithful (Unfaithful)
  - Renée Zellweger - Chicago
- 2003
  - Charlize Theron - Monster
  - Keisha Castle-Hughes - La ragazza delle balene (Whale Rider)
  - Hope Davis - American Splendor
  - Scarlett Johansson - Lost in Translation - L'amore tradotto (Lost in Translation)
  - Naomi Watts - 21 grammi (21 Grams)
- 2004
  - Imelda Staunton - Il segreto di Vera Drake (Vera Drake)
- 2005
  - Joan Allen - Litigi d'amore (The Upside of Anger)
  - Felicity Huffman - Transamerica
  - Keira Knightley - Orgoglio e pregiudizio (Pride & Prejudice)
  - Naomi Watts - King Kong
  - Reese Witherspoon - Quando l'amore brucia l'anima (Walk the Line)
- 2006
  - Helen Mirren - The Queen - La regina (The Queen)
  - Penélope Cruz - Volver
  - Judi Dench - Diario di uno scandalo (Notes on a Scandal)
  - Maggie Gyllenhaal - SherryBaby
  - Meryl Streep - Il diavolo veste Prada (The Devil Wears Prada)
  - Kate Winslet - Little Children
- 2007
  - Ellen Page - Juno
  - Julie Christie - Away from Her - Lontano da lei (Away from Her)
  - Marion Cotillard - La Vie en rose (La Môme)
  - Angelina Jolie - A Mighty Heart - Un cuore grande (A Mighty Heart)
  - Laura Linney - La famiglia Savage (The Savages)
- 2008
  - Anne Hathaway - Rachel sta per sposarsi (Rachel Getting Married)
  - Sally Hawkins - La felicità porta fortuna - Happy-Go-Lucky (Happy-Go-Lucky)
  - Angelina Jolie - Changeling
  - Melissa Leo - Frozen River - Fiume di ghiaccio (Frozen River)
  - Meryl Streep - Il dubbio (Doubt)
- 2009
  - Carey Mulligan - An Education
  - Abbie Cornish - Bright Star
  - Maya Rudolph - American Life (Away We Go)
  - Gabourey Sidibe - Precious
  - Meryl Streep - Julie & Julia

### Anni 2010
- 2010
  - Natalie Portman - Il cigno nero (Black Swan)
  - Annette Bening - I ragazzi stanno bene (The Kids Are All Right)
  - Jennifer Lawrence - Un gelido inverno (Winter's Bone)
  - Lesley Manville - Another Year
  - Michelle Williams - Blue Valentine
- 2011
  - Michelle Williams - Marilyn (My Week with Marilyn)
  - Kirsten Dunst - Melancholia
  - Elizabeth Olsen - La fuga di Martha (Martha Marcy May Marlene)
  - Anna Paquin - Margaret
  - Meryl Streep - The Iron Lady
- 2012
  - Jessica Chastain - Zero Dark Thirty
  - Helen Hunt - The Sessions - Gli incontri (The Sessions)
  - Jennifer Lawrence - Il lato positivo - Silver Linings Playbook (Silver Linings Playbook)
  - Emmanuelle Riva - Amour
  - Quvenzhané Wallis - Re della terra selvaggia (Beasts of the Southern Wild)
  - Naomi Watts - The Impossible
- 2013
  - Cate Blanchett - Blue Jasmine
  - Sandra Bullock - Gravity
  - Adèle Exarchopoulos - La vita di Adele (La Vie d'Adèle - Chapitres 1 & 2)
  - Brie Larson - Short Term 12
  - Meryl Streep - I segreti di Osage County (August: Osage County)
- 2014
  - Julianne Moore - Still Alice
  - Marion Cotillard - Due giorni, una notte (Deux jours, une nuit)
  - Scarlett Johansson - Under the Skin
  - Rosamund Pike - L'amore bugiardo - Gone Girl (Gone Girl)
  - Reese Witherspoon - Wild
- 2015
  - Brie Larson - Room
  - Cate Blanchett - Carol
  - Charlotte Rampling - 45 anni (45 Years)
  - Saoirse Ronan - Brooklyn
  - Charlize Theron - Mad Max: Fury Road
- 2016
  - Natalie Portman - Jackie
  - Amy Adams - Arrival
  - Rebecca Hall - Christine
  - Isabelle Huppert - Elle
  - Emma Stone - La La Land
- 2017
  - Saoirse Ronan - Lady Bird
  - Sally Hawkins - La forma dell'acqua - The Shape of Water (The Shape of Water)
  - Vicky Krieps - Il filo nascosto (Phantom Thread)
  - Margot Robbie - Tonya (I, Tonya)
  - Frances McDormand – Tre manifesti a Ebbing, Missouri (Three Billboards Outside Ebbing, Missouri)
- 2018
  - Toni Collette - Hereditary - Le radici del male (Hereditary)
  - Yalitza Aparicio - Roma
  - Lady Gaga - A Star Is Born
  - Regina Hall - Support the Girls
  - Melissa McCarthy - Copia originale (Can You Ever Forgive Me?)
- 2019
  - Lupita Nyong'o - Noi (Us)
  - Awkwafina - The Farewell - Una bugia buona (The Farewell)
  - Scarlett Johansson - Storia di un matrimonio (Marriage Story)
  - Elisabeth Moss - Her Smell
  - Renée Zellweger - Judy

### Anni 2020
- 2020[1][2]
  - Frances McDormand - Nomadland
  - Jessie Buckley - Sto pensando di finirla qui (I'm Thinking of Ending Things)
  - Carrie Coon - The Nest
  - Viola Davis - Ma Rainey's Black Bottom
  - Carey Mulligan - Una donna promettente (Promising Young Woman)
- 2021[3][4]
  - Kristen Stewart - Spencer
  - Jessica Chastain - Gli occhi di Tammy Faye (The Eyes of Tammy Faye)
  - Olivia Colman - La figlia oscura
  - Alana Haim - Licorice Pizza
  - Agathe Rousselle - Titane
- 2022[5][6]
  - Cate Blanchett - Tár
  - Ana de Armas - Blonde
  - Mia Goth - Pearl
  - Andrea Riseborough - To Leslie
  - Michelle Yeoh - Everything Everywhere All at Once

- 2023[7][8]
  - Emma Stone – Povere creature! (Poor Things)
  - Lily Gladstone – Killers of the Flower Moon
  - Sandra Hüller – Anatomia di una caduta (Anatomie d'une chute)
  - Natalie Portman – May December
  - Margot Robbie – Barbie
- 2024[9]
  - Marianne Jean-Baptiste – Hard Truths
  - Cynthia Erivo – Wicked (Wicked: Part I)
  - Mikey Madison – Anora
  - Demi Moore – The Substance
  - Léa Seydoux – The Beast